# صوفلو
صوفلو هي قرية في مقاطعة كوثر، إيران. يقدر عدد سكانها بـ 142 نسمة بحسب إحصاء 2016.